# Boulevard Décarie
 (mars 2024).
Pour les articles homonymes, voir Décarie.
Le boulevard Décarie est une artère du centre de l'île de Montréal. 

## Situation et accès
D'orientation nord/sud, il traverse l’arrondissement Notre-Dame-de-Grâce/Côte-des-Neiges et se prolonge jusqu’à la rue Poirier dans l'arrondissement Saint-Laurent. Au nord du boulevard de la Côte-Vertu jusqu'à la rue Poirier, l'artère devient la rue Décarie.

## Origine du nom

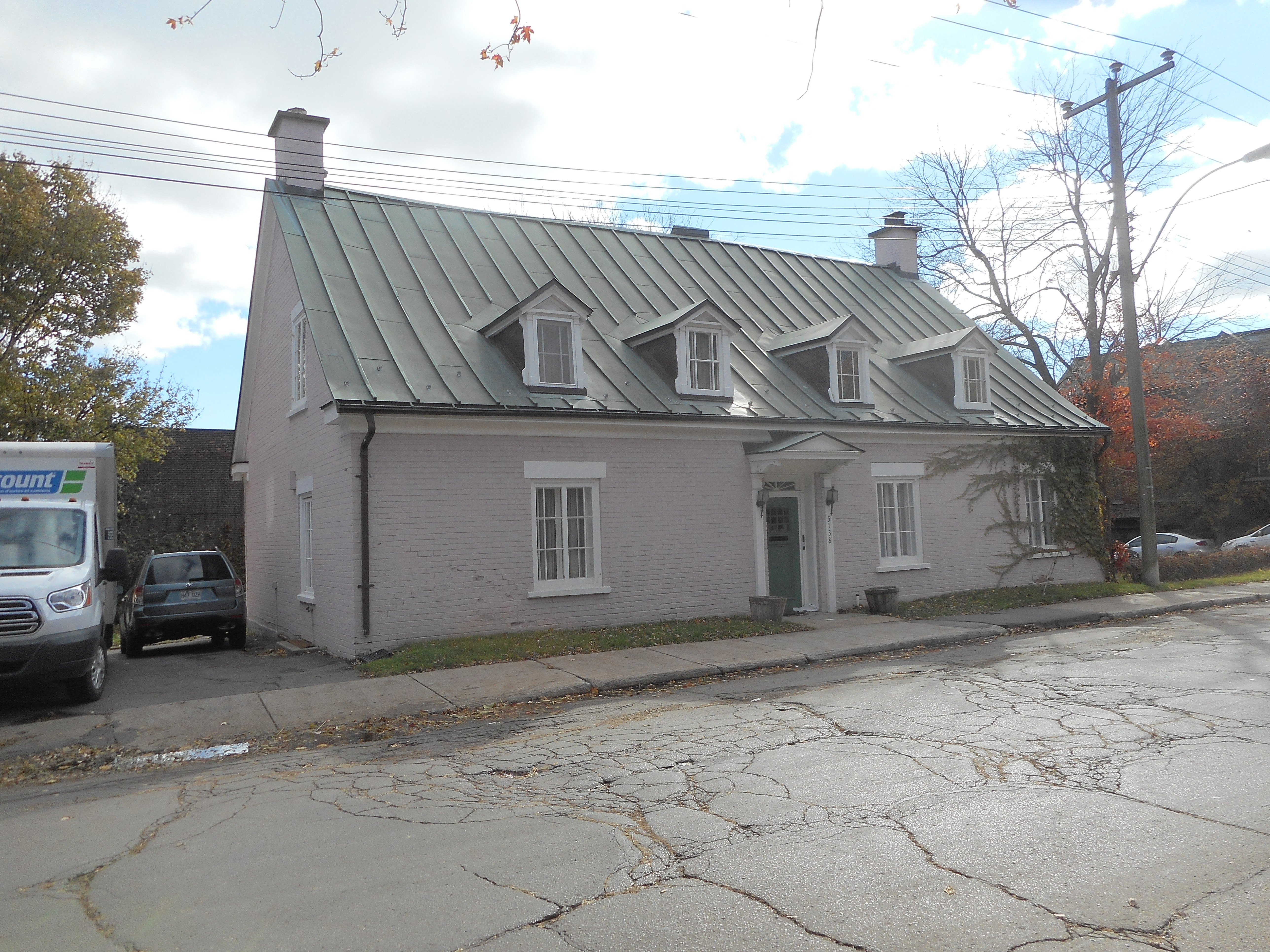
La maison Descaris, 5138, chemin de la Côte-Saint-Antoine

Elle porte le nom de Jean Descarries (ou Descaris) dit le Houx, l'un des premiers européens qui s'établit à Notre-Dame-de-Grâce.

## Historique

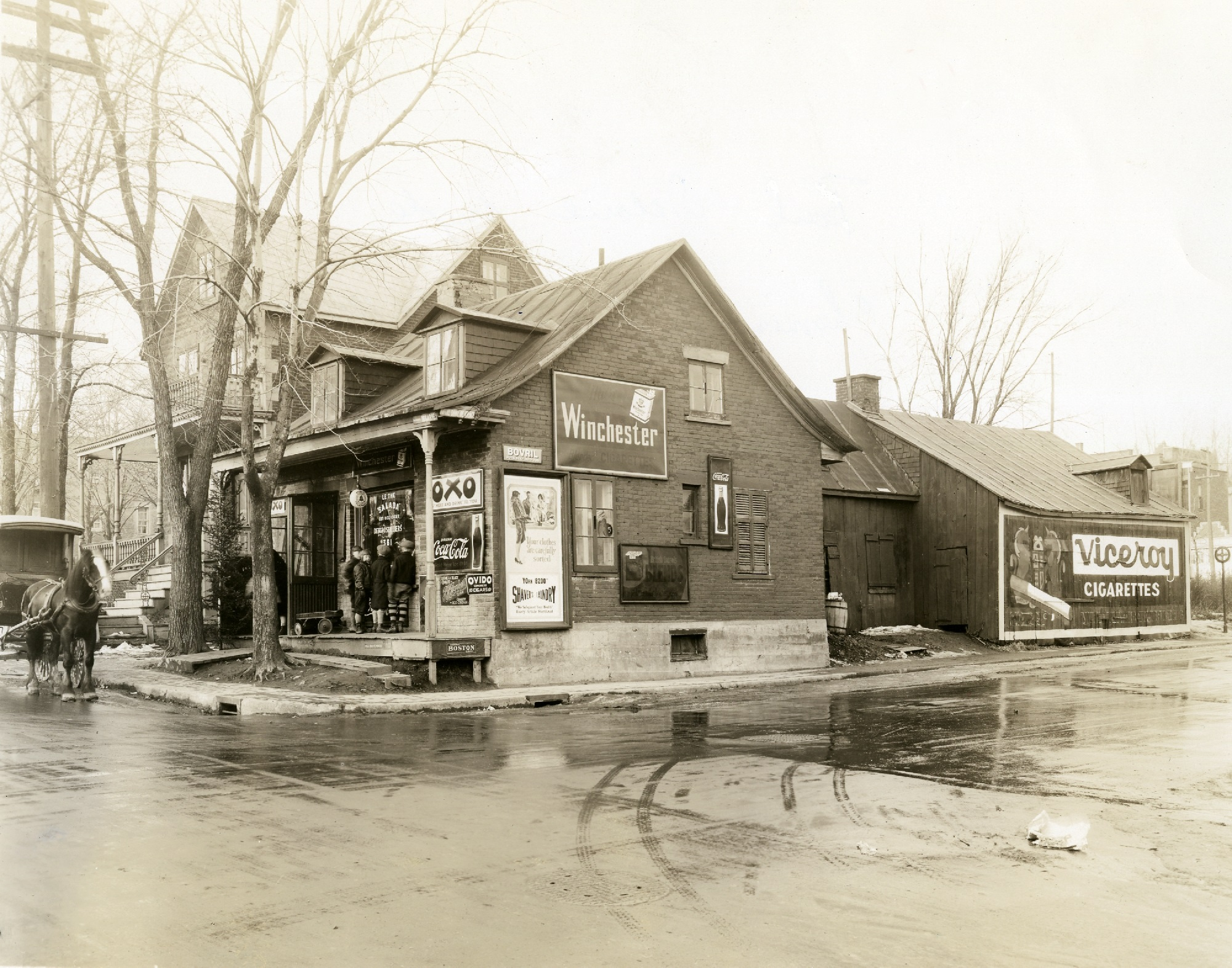
Decarie et chemin de la Côte-Saint-Antoine en 1928

Vers la fin du XVIIe siècle, le nord du Vieux-Montréal n’était qu’une immense forêt s’étalant au pied du mont Royal, entourée de marécages et de ruisseaux. Cependant, Jean Descarries (ou Descaris) dit le Houx et Jean Leduc, originaires d’Igé, en Perche (France), s’établissent à Notre-Dame-de-Grâce le 18 novembre 1650.
Ces deux Français reçoivent chacun trente arpents de terre à Notre-Dame-de-Grâce, un vaste territoire qui s’étendait depuis ce qui allait devenir la rue Atwater jusqu’à Lachine.
C’est alors que prend naissance la grande famille des Descarries, qui fut ancrée très longtemps dans le secteur. Par exemple, Daniel-Jérémie Décarie (1836-1904) fut maire de Notre-Dame-de-Grâce de 1877 à 1904 et son fils, l'avocat Jérémie-Louis Décarie (1870-1927), fut un parlementaire québécois.
En mai 1912, on désigne officiellement cette voie par boulevard Décarie. (Une partie du tronçon était déjà connue sous le nom d'avenue Décarie.)

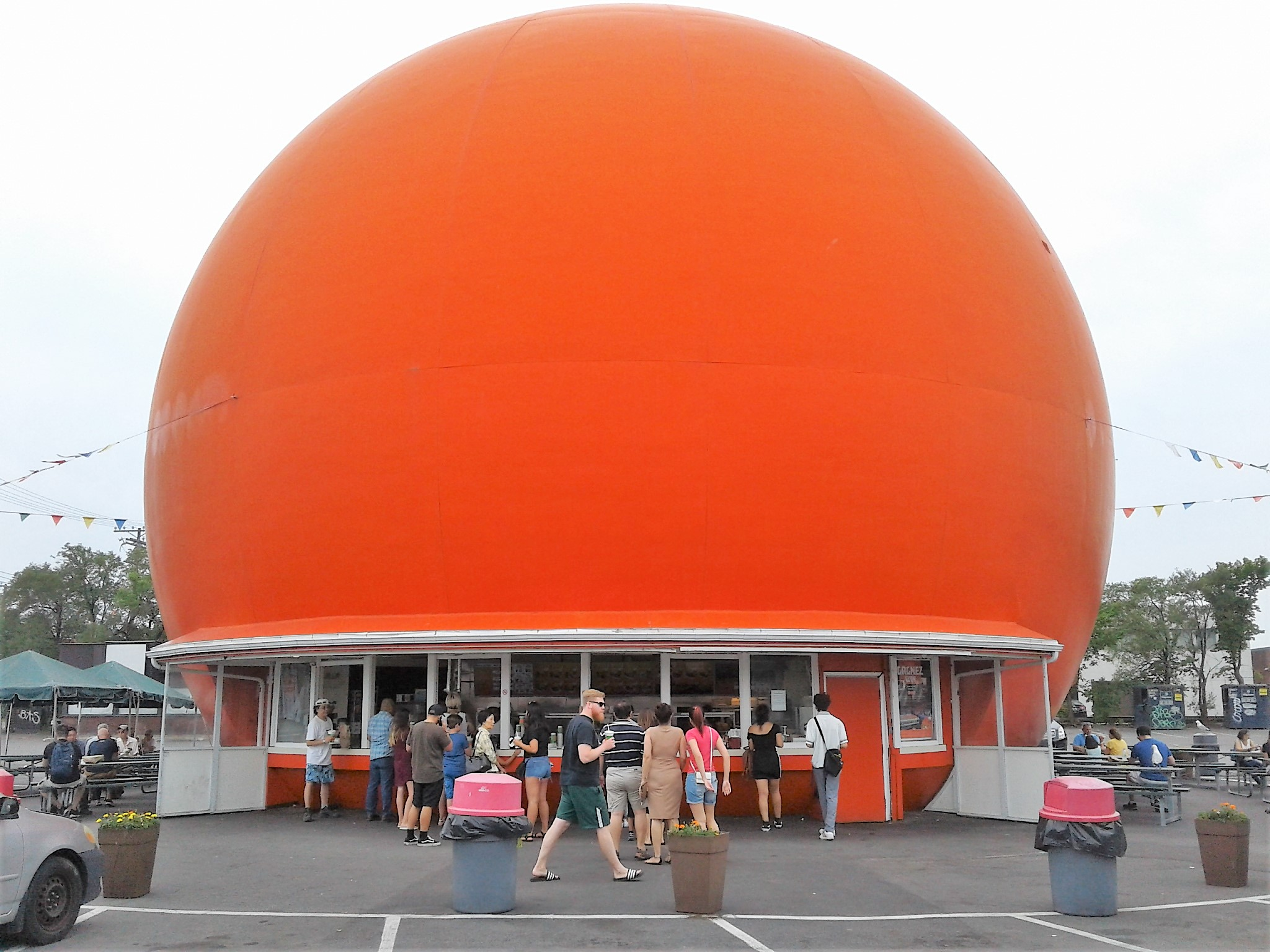
L'Orange Julep en 2018

Par la suite, le boulevard Décarie est devenu l’axe commercial de la région montréalaise. Dans les années 1930, des commerces s’y alignent, et le théâtre Snowdon accueille les spectateurs. En 1942, le casse-croûte Orange Julep s'ouvre à côté du boulevard.
En 1949, sur le modèle des centres commerciaux américains, on construit sur le boulevard Décarie à l’angle du boulevard de la Côte-Vertu, le premier centre commercial de banlieue du Québec, le Norgate. 
Ensuite, en 1967, des voies rapides (l'autoroute 15, ou autoroute Décarie) sont installées le long du boulevard et son aspect change radicalement.
Entre 1981 et 1986, le tronçon ouest de la ligne orange du métro de Montréal est construit, longeant ce boulevard sur la plupart de son trajet. Les stations Villa-Maria, Namur, De la Savane, Du Collège et Côte-Vertu donnent directement sur le boulevard, alors que les stations Vendôme et Snowdon se trouvent à proximité. Toutefois, le tronçon entre Snowdon et Namur dévie à l'est pour passer sous l'avenue Victoria (stations Côte-Sainte-Catherine et Plamondon). 
Le 14 juillet 1987, à la suite de violents orages qui se sont abattus sur la ville, une bonne portion de l'autoroute est inondée, ce qui a fait deux morts : une noyade et une électrocution.

## Bâtiments remarquables et lieux de mémoire
- Hippodrome de Montréal
- Quartier Snowdon